# Andrees Allgemeiner Handatlas
 (avril 2023).
Si vous disposez d'ouvrages ou d'articles de référence ou si vous connaissez des sites web de qualité traitant du thème abordé ici, merci de compléter l'article en donnant les références utiles à sa vérifiabilité et en les liant à la section « Notes et références ».

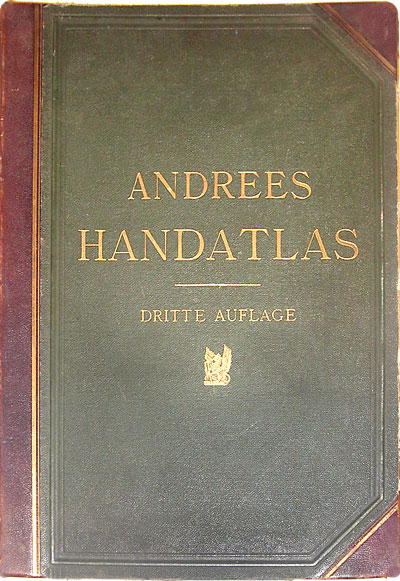
Couverture de l'édition de 1896 de lAndrees Allgemeiner Handatlas.

Le Andrees Allgemeiner Handatlas, soit l'Atlas Général d'Andree, est un ouvrage de géographie allemand maintes fois réédité et apparu au XIXe siècle. Cet ouvrage porte le nom de son auteur Richard Andree (1835-1912) et a été publié de 1881 à 1937 par la maison d'édition Velhagen & Klasing à Bielefeld et Leipzig.
Richard Andree utilisait à l'origine des plaques chromolithographiques au lieu des traditionnelles gravures sur cuivre, ce qui lui permettait de proposer des cartes avec une bonne résolution et un bon rendu des détails à un prix raisonnable. Cependant, à l'exception de l'édition de 1937, imprimée en offset, l'Andree était reproduit en utilisant des plaques de zinc en taille d'épargne, qui permettent des nuances de couleurs plus fines.
La première édition du Andrees Allgemeiner Handatlas a été publiée en 1881. Les quatrième et cinquième éditions ont été publiées par Albert Scobel (1851-1912), les sixième à huitième par Ernst Ambrosius, et la dernière par Konrad Frenzel. Les cartographes en étaient G. Jungk († 1932), R. Köcher († 1958), E. Umbreit († 1904), A. Thomas († 1930), H. Mielisch († 1925) et K. Tänzler († 1944). Certaines cartes ont également été produites par d'autres instituts géographiques tels que Peip, Wagner & Debes, Sternkopf et Sulzer.

## Adaptations étrangères
Plusieurs maisons d'édition étrangères ont repris les cartes de l'Andree :
- Il existe de nombreuses rééditions austro-hongroises : 1904, 1909, 1910, 1911, 1912 et 1913 (Moritz Perles, Vienne).
- En Suède, quatre éditions de l'Atlas ont été publiées : 1881, 1889, 1907 et 1924, avec un supplément de cartes sur la Scandinavie. Celles-ci furent ensuite traduites en danois, norvégien et finlandais.
- Plusieurs éditions françaises de l'atlas ont été publiées par les éditions Hachette et Le Soudier. Au moins une traduction italienne a également été publiée.
- Les cartes d'Andree ont également été utilisées pour l'Universal Atlas de Cassell (paru à Londres en 1893), ainsi que pour l'Atlas du Times (1895-1900).

## Liens connexes
- Extraits en ligne